# Prefektura Okinawa

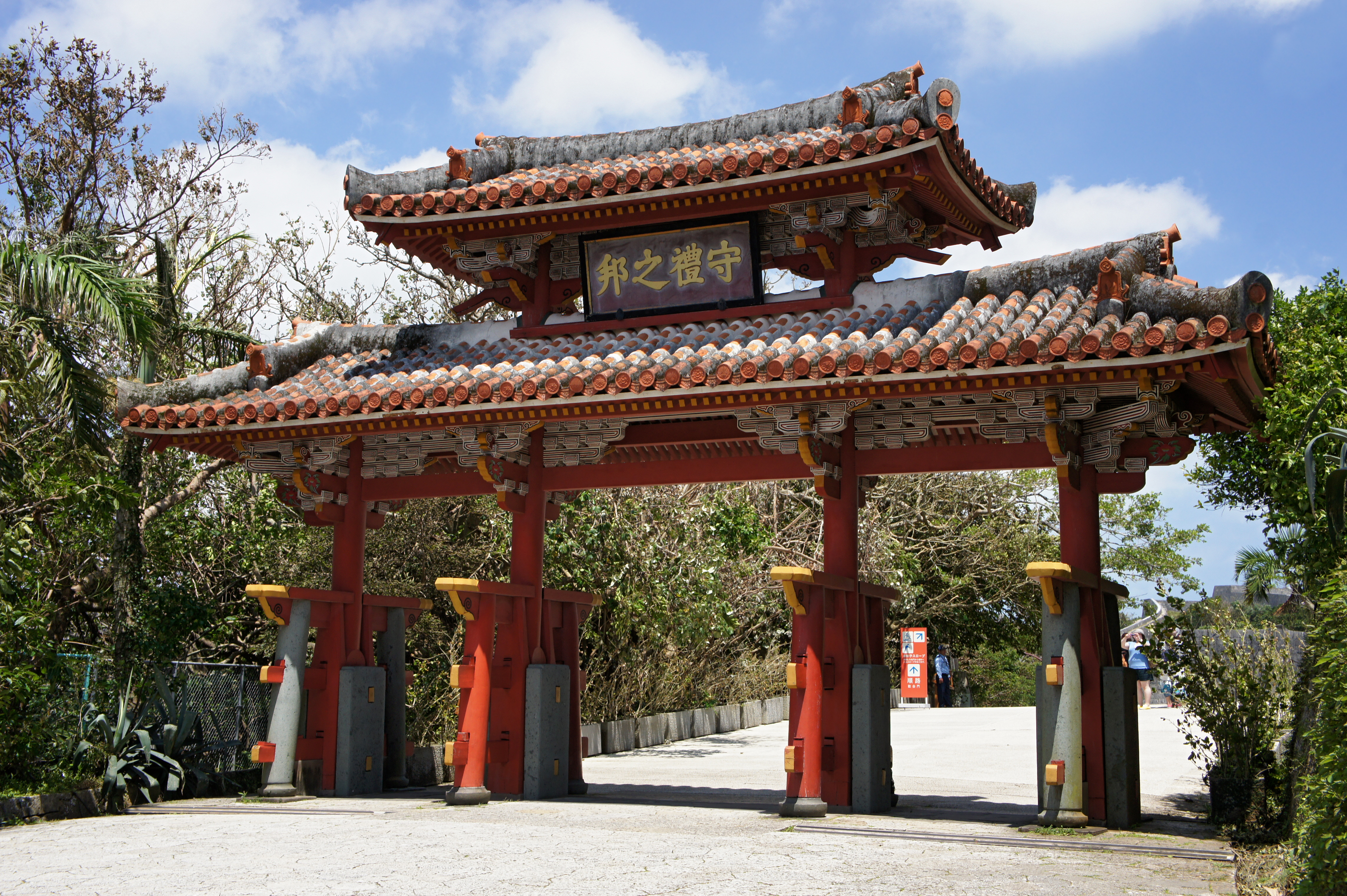
Brána Šureimon v sousedství hradu Šuri

Prefektura Okinawa (japonsky: 沖縄県, Okinawa-ken) je jednou ze 47 prefektur Japonska. Tvoří ji množství menších ostrovů táhnoucí se v délce 1000 km mezi nejjižnějším z hlavních japonských ostrovů Kjúšú a Tchaj-wanem. Hlavním městem je Naha.
Prefektura má rozlohu 2 271,30 km² a k roku 2015 měla 1 434 138 obyvatel.

## Historie
Ostrovy, které dnes tvoří prefekturu Okinawa, nebyly původně součástí Japonska, ale nezávislým státem zvaným Království Rjúkjú.
V roce 1872 anektovalo Japonsko ostrovy jako svou kolonii a od roku 1879 tvoří samostatnou prefekturu.
Po konci druhé světové války a po bitvě o Okinawu byla prefektura po 27 let spravována administrativou Spojených států amerických, které zde vybudovaly několik svých vojenských základen. Zpět Japonsku byla prefektura předána 15. května 1972.

## Geografie

### Města
V prefektuře Okinawa je 11 velkých měst (市, ši):
| - Ginowan (宜野湾) - Išigaki (石垣) - Itoman (糸満) - Mijakodžima (宮古島) - Nago (名護) - Naha (那覇 hlavní město) - Nandžó (南城) - Okinawa (沖縄) - Tomigusuku (豊見城) - Urasoe (浦添) - Uruma (うるま), vzniklo 1. 4. 2005 sloučením měst Gušikawa (具志川), Išikawa (石川) a městysů Kacuren (勝連) a Jonaširo (与那城) |